# Tapeinosperma aragoense
Tapeinosperma aragoense är en viveväxtart som beskrevs av André Guillaumin. Tapeinosperma aragoense ingår i släktet Tapeinosperma och familjen viveväxter. Inga underarter finns listade i Catalogue of Life.